# Chieti Calcio 1999-2000
Questa pagina raccoglie le informazioni riguardanti il Chieti Calcio nelle competizioni ufficiali della stagione 1999-2000.

## Rosa
| N. |                   | Ruolo | Calciatore            |
| -- | ----------------- | ----- | --------------------- |
|    | Italia (bandiera) | C     | Massimo Andreotti     |
|    | Italia (bandiera) | A     | Maurizio Balestrieri  |
|    | Italia (bandiera) | D     | Alessandro Battisti   |
|    | Italia (bandiera) | C     | Giuseppe Carillo      |
|    | Italia (bandiera) | A     | Flavio Catanzani      |
|    | Italia (bandiera) | A     | Francesco Conca       |
|    | Italia (bandiera) | C     | Roberto Contini       |
|    | Italia (bandiera) | C     | Tony D'Amico          |
|    | Italia (bandiera) | C     | Gian Paolo De Matteis |
|    | Italia (bandiera) | D     | Daniele Di Filippo    |
|    | Italia (bandiera) | C     | Oscar Di Matteo       |
|    | Italia (bandiera) | C     | Elio Di Toro          |
|    | Italia (bandiera) | D     | Emanuele Gabrieli     |

| N. |                   | Ruolo | Calciatore           |
| -- | ----------------- | ----- | -------------------- |
|    | Italia (bandiera) | P     | Federico Gozzi       |
|    | Italia (bandiera) | D     | Fabio Grosso         |
|    | Italia (bandiera) | C     | Pasquale Matarrese   |
|    | Italia (bandiera) | P     | Francesco Musarra    |
|    | Italia (bandiera) | C     | Andrea Natali        |
|    | Italia (bandiera) | A     | Fabio Nepa           |
|    | Italia (bandiera) | D     | Luca Pelosi          |
|    | Italia (bandiera) | C     | Carmine Protano      |
|    | Italia (bandiera) | C     | Giovanni Renna       |
|    | Italia (bandiera) | C     | Pasquale Sanseverino |
|    | Italia (bandiera) | A     | Antonio Sparacio     |
|    | Italia (bandiera) | C     | Alessandro Tatomir   |
|    | Italia (bandiera) | D     | Gianluca Torma       |